# Abadía de Fontfroide

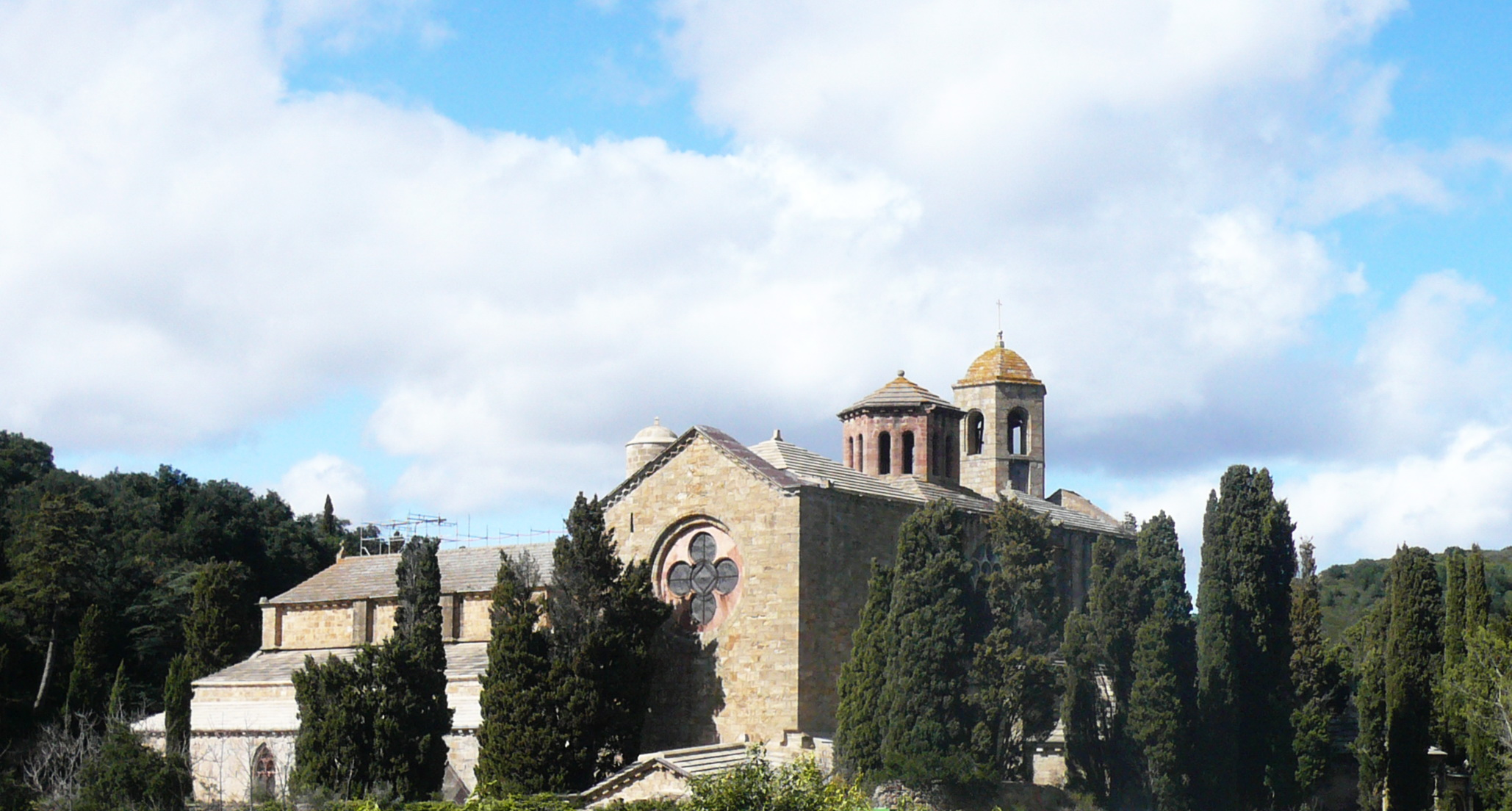
Vista general de la Abadía.

La abadía de Fontfroide es una abadía francesa del departamento de Aude a 14 km al sudoeste de Narbona, fundada como benedictina en el siglo XI (1093) por el vizconde de Narbona y transformada en cisterciense en 1145. La iglesia es del siglo XII mientras que el claustro es del siglo XIII. Tiene una rosaleda con 2.500 rosales.

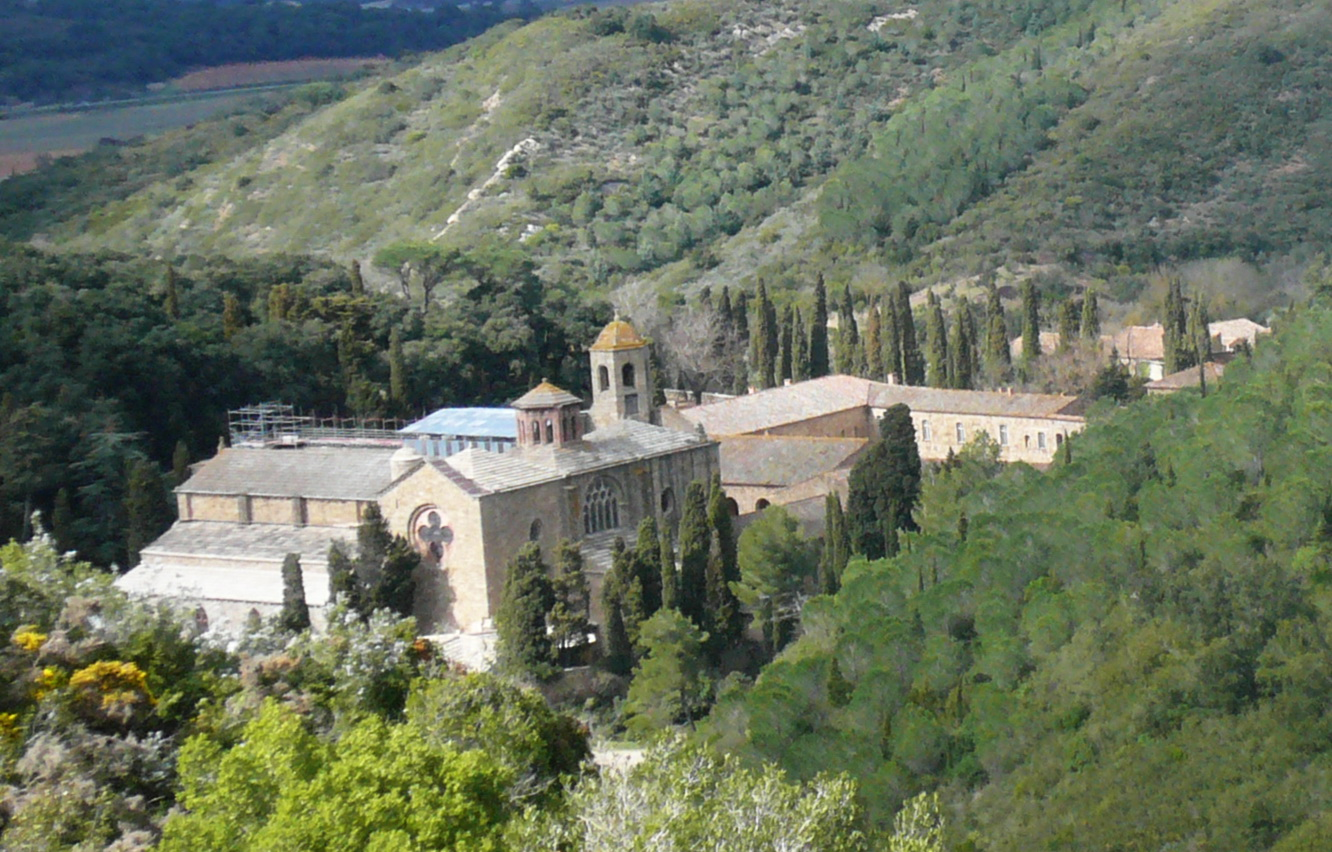
Vista general de la Abadía.

## Historia
Fue fundada en el 1080 en unos terrenos cedidos por Aimeric II, vizconde de Narbona. Aunque la comunidad que se instaló en un principio seguía la orden de San Benito, pronto fue sustituida por la orden del Císter. Recibió la protección y las donaciones de los señores de la zona, lo que le permitió prosperar con rapidez. Fueron los monjes de Fontfroide los que fundaron el Monasterio de Poblet así como otros centros religiosos.
La abadía fue contraria a los albigenses: durante la cruzada fue el centro de la ortodoxia frente al catarismo y se benefició de las expropiaciones a los señores cátaros. Pierre de Castelnau, monje de la abadía, fue legado del papa Inocencio III para combatir la herejía cátara (1203). Fracasó en su misión ante Ramón VI, conde de Tolosa, al que excomulgó. Fue asesinado cerca de Saint-Gilles, se dice que a manos de un hombre del conde de Tolosa (1208). Su muerte provocó que en marzo de 1208, Inocencio III declarara la cruzada contra las tierras occitanas.
Uno de sus abades, Jacques Fournier, fue el papa Benedicto XII (1334-1342). En 1791 la abadía fue vendida. La vida monástica se retomó en 1858. En 1870 los monjes cistercienses acogieron a san Antonio María Claret, que huido de España y enfermo, terminó allí sus días el 24 de octubre del mismo año. Los últimos cistercienses salieron en 1901. En 1908 fue comprada por Gustave y Madeleine Fayet quienes se encargaron de su restauración.

## Arquitectura

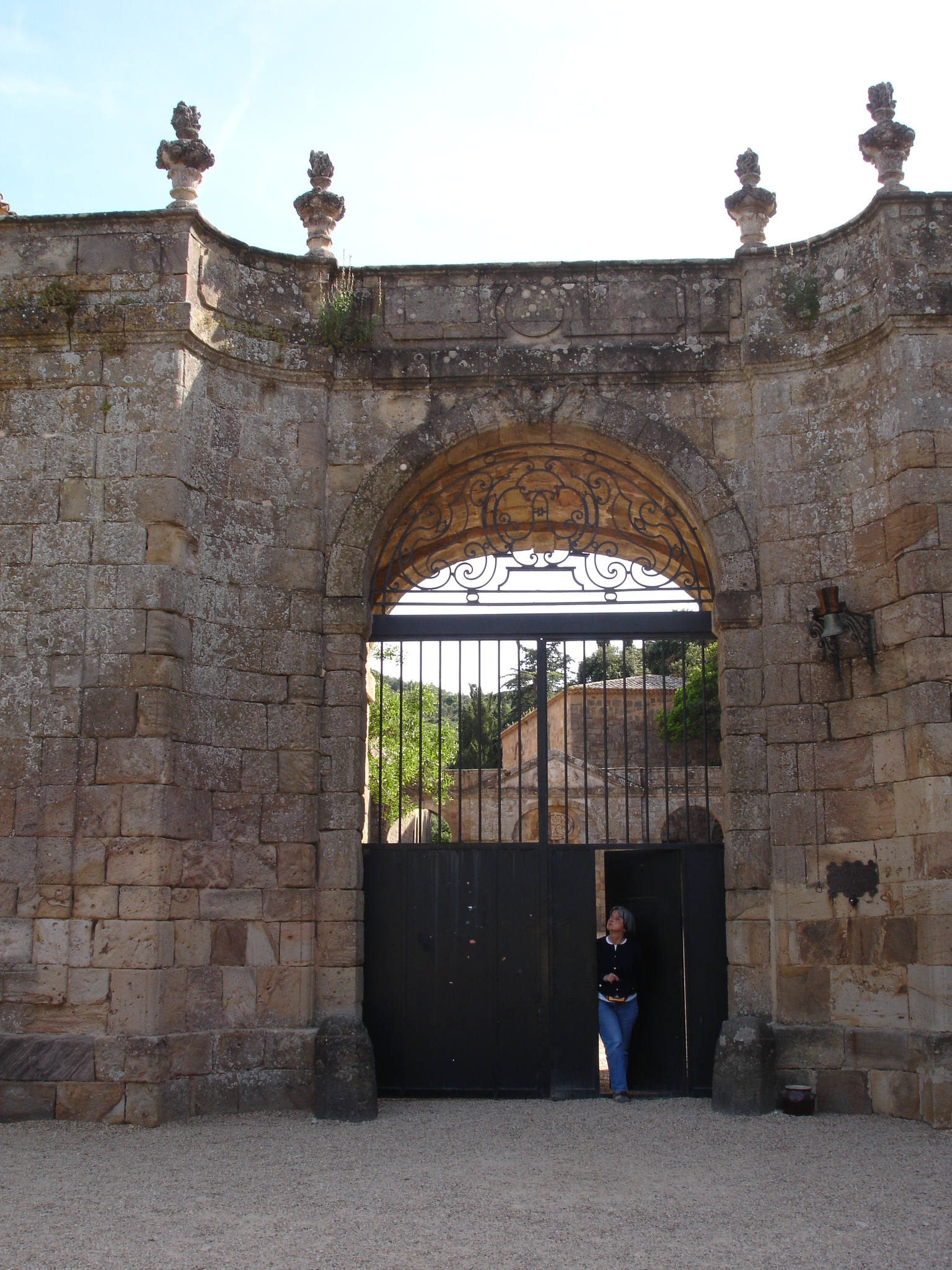
Entrada a la abadía.

### El patio de honor y el edificio de los hermanos legos

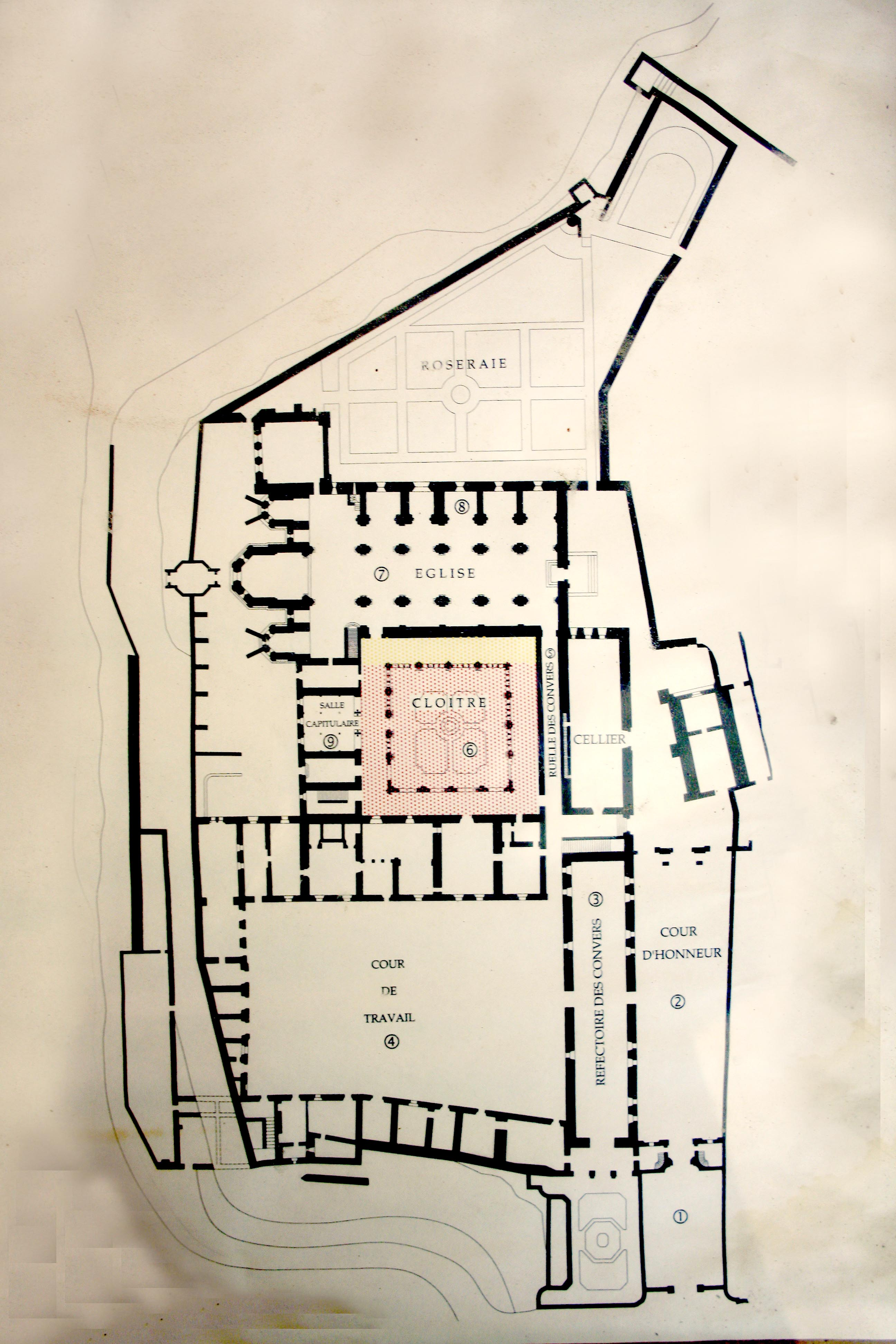
Planta de la abadía

Tras cruzar la puerta de entrada, construida en 1777-1778, a la derecha puede verse el largo rectángulo que forma el patio de honor así como los jardines, construidos por Constanza de Fregose. A la izquierda, un gran edificio de estructura medieval que en sus orígenes sirvió para alojar a los hermanos legos y que más tarde fue transformado para acoger la hospedería. Al fondo, el espacio está limitado por una vasta arcada de tres arcos. El arco central está cerrado por una reja de hierro forjado y adornado con un frontal clásico.
Una puerta da acceso al refectorio de los legos. La sala es de grandes dimensiones, con una longitud de cerca de cincuenta metros, lo que permite imaginar una importante comunidad de 180 o 200 frailes. La nave, construida a principios del siglo XIII, se divide en cinco tramos cubiertos con bóvedas ojivales. Los arcos dobles son de perfil cuadrado y las ojivas y las nervaduras se funden en los muros. La luz llega a través de unas ventanas geminadas abiertas en los muros oeste y por un simple arco en el muro este. Las reformas de los siglos XVII y XVIII eliminaron las dos puertas centrales. Una de estas puertas llevaba al patio de honor mientras que la segunda se abría hacia el patio conocido como de Luis XIV.
La restauración de la abadía, iniciada en 1908, ha permitido descubrir el magnífico volumen de la sala conocida como la capilla de los extranjeros, así como añadir diversos elementos de decoración, como la gran chimenea de estilo renacentista. Se cree que procede del castillo de los duques de Montmorency en Pézenas, destruido por orden de Richelieu a finales de 1632. La sala dispone de una acústica excelente y se utiliza para acoger conciertos de música de cámara.

### El patio de Luis XIV

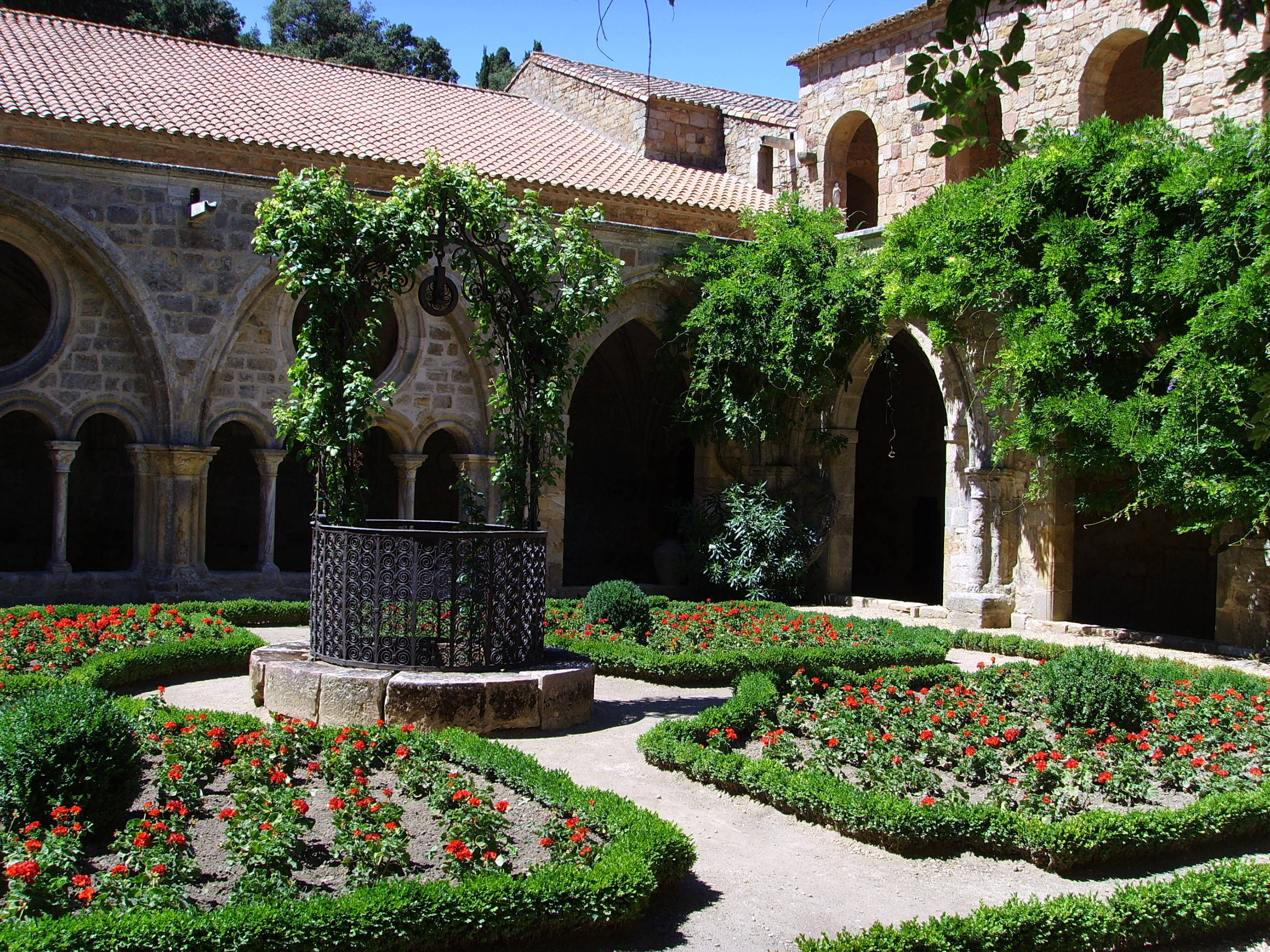
Patio de Luis XIV.

Aunque se le conoce erróneamente como de Luis XIV, los documentos demuestran que la configuración actual de este patio se debe a unos trabajos efectuados a partir de 1774. En el monasterio medieval, en un espacio más limitado, se abría al norte los talleres de los hermanos legos: la carpintería, la fragua y la panadería a la derecha del molino que franquea el torrente. Al este se encontraba el ala del noviciado y al sur otros edificios conventuales. Todo el conjunto se desarrollaba alrededor del pozo, una cisterna de mampostería excavada en la piedra caliza. El agua del pozo es muy fría origen del topónimo Fontfroide (fuente fría).
Cuando la abadía no acogía ya ni a hermanos legos, ni a novicios si no a un pequeño grupo de monjes, estos ordenaron la destrucción de algunos edificios que se habían convertido en inútiles y modificaron algunas de las construcciones para adaptarlas al gusto de la época. Fue entonces cuando el patio adquirió su forma actual, rectangular, debido a la reducción de las dimensiones de la cocina y del scriptorium y, sobre todo, del refectorio. La elevación del suelo, de unos 3 dm, corresponde a los escombros dejados por estas demoliciones. En el noviciado se instalaron los aposentos del prior con un invernadero de naranjos.

### El callejón de los hermanos legos
En las abadías cistercienses, el santuario se encontraba al este, el claustro contiguo mientras que los edificios adyacentes ocupaban la parte oriental del monasterio. Los hermanos legos estaban instalados en la parte occidental, orientada hacia el exterior. Allí se encuentra la puerta principal por la que los obreros podían acceder a sus puestos de trabajo. Es a partir de esta entrada que se organiza la distribución interior de los edificios. Tenía que facilitar y, al mismo tiempo, regular la comunicación entre los dos grupos de religiosos. Se tenía que establecer, manteniendo siempre la separación, un punto de contacto entre las dos formas de vida. Por aquí los hermanos legos tenían acceso al refectorio y al pasa-platos de la cocina, zona común entre los hermanos que habían profesado y los legos.
Este callejón es un largo corredor, cubierto con bóveda, que llegaba hasta la iglesia sin molestar la zona de los monjes que se encontraba en el lado opuesto de la nave. En el siglo XVII, el antiguo dormitorio de los legos se reformó para poder acoger a huéspedes. Una gran escalera conduce hasta la entrada.

### El claustro

#### Galería oeste

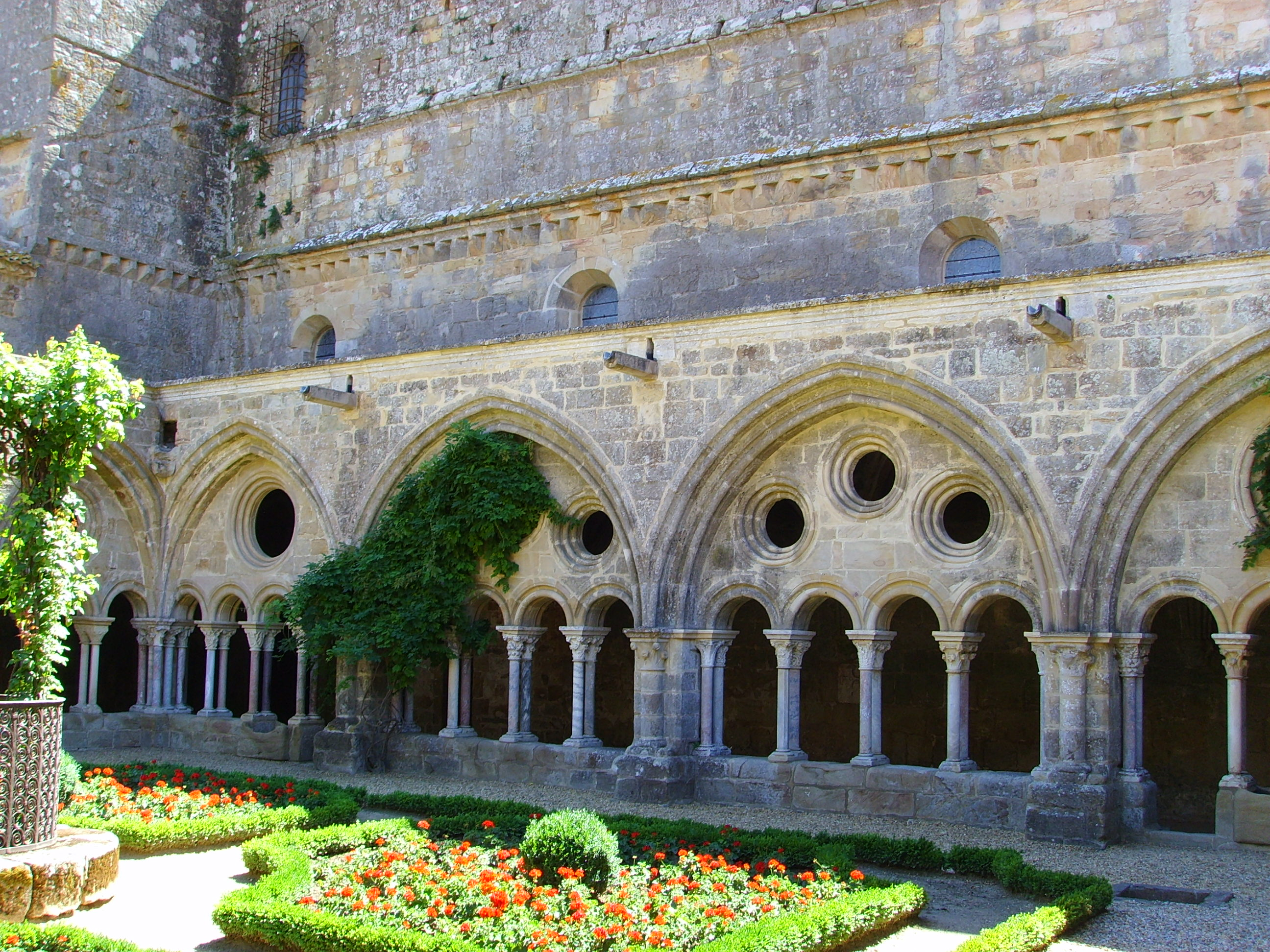
Vista del claustro desde el patio de Luis XIV.

En el callejón de los hermanos legos, una puerta de hierro forjado da acceso al claustro. Este patio interior se encuentra en el corazón de la abadía. Se accede a este espacio, que encierra un pequeño jardín, a través de los edificios de los hermanos legos. El arco mitral que abre el primer tramo permite ver la perspectiva de los grandes soportales dominados por el campanario. El claustro fue construido en dos periodos distintos y en dos estilos diferentes.
El primer claustro se construyó entre finales del siglo XII y principios del siglo XIII en estilo románico. El conjunto inferior parece ser de esa época, sobre todo el conjunto de columnas y sus capiteles, decorados con motivos vegetales, que soportan pequeños arcos de medio punto. En esa época, las galerías estaban cubiertas con una estructura de madera.
Durante la segunda mitad del siglo XIII, cuando Fontfroide se encontraba en su época de máxima prosperidad, se realizó una reforma importante siguiendo el gusto y las técnicas arquitectónicas del momento: las correspondientes al gótico. Las columnas románicas fueron elevadas con un tímpano y se abrieron ojos de buey en diferentes partes. La cubierta de madera fue remplazada por una de piedra y, en el interior de las galerías, las bóvedas ojivales se sitúan a dos metros del suelo, cayendo sobre los muros.

#### Galería sur
Fue la primera que se construyó, tanto en época románica como en la reconstrucción. Las columnas están aquí agrupadas en pares de cinco: se alternan el mármol rosa de Caunes, el mármol de manchas rojas de los Pirineos y el blanco veteado gris o verde. Los capiteles de esta galería presentan motivos vegetales diversos. Los dos tímpanos centrales tienen tres ojos de buey.
A lo largo de toda esta galería pueden encontrarse diversos bancos en los que los monjes se sentaban para leer en solitario o meditar. Aquí también se encuentran dos cuencos de piedra utilizados para el ritual del mandatum, lavado de pies que los monjes del císter practicaban de forma semanal.

#### Galería este y sala capitular
Los muros de la galería este son contiguos a la puerta de la iglesia. Detrás de una imagen de la Virgen con el niño se encuentra el armarium. Se trata de una cavidad bajo la escalera del transepto en el que se conservaban los libros necesarios para los oficios religiosos, el Antiguo y el Nuevo testamento así como las obras de los padres de la iglesia.
Desde esta galería se accede a la sacristía, cubierta con bóveda de cañón. La galería está dividida en cinco tramos; el central lleva hasta el jardín que se encuentra vacío, sin arcos ni columnas y sin tímpano, con una abertura simétrica que da acceso a la sala capitular.
La transición entre el claustro y la sala se realiza mediante un soportal formado por dos grupos de cuatro columnas cada uno, realizadas en mármol, que envuelven a una quinta. La sala se construyó entre 1180 y 1280. Sobre los muros, arcos de nervaduras se apoyan sobre unos capiteles sencillos de columnas adosadas. En el centro, unas ojivas dobles son sostenidas por cuatro columnas de mármol. Los capiteles son anchos y están adornados con dos filas de hojas lisas que representan el citel, rosa de agua de los estanques de Borgoña que dio nombre a la Abadía de Cîteaux.

### La iglesia abacial

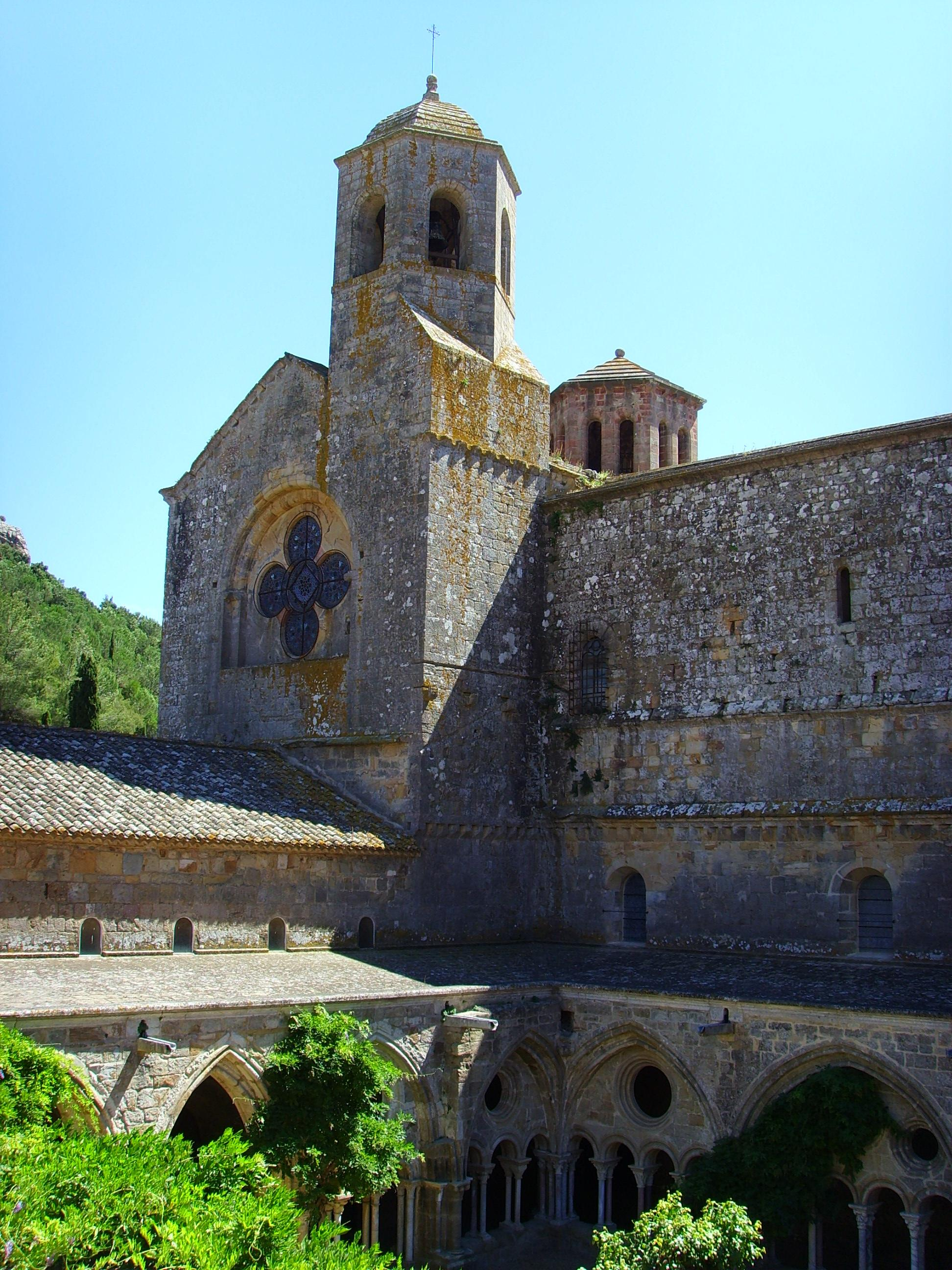
Iglesia de Fontfroide

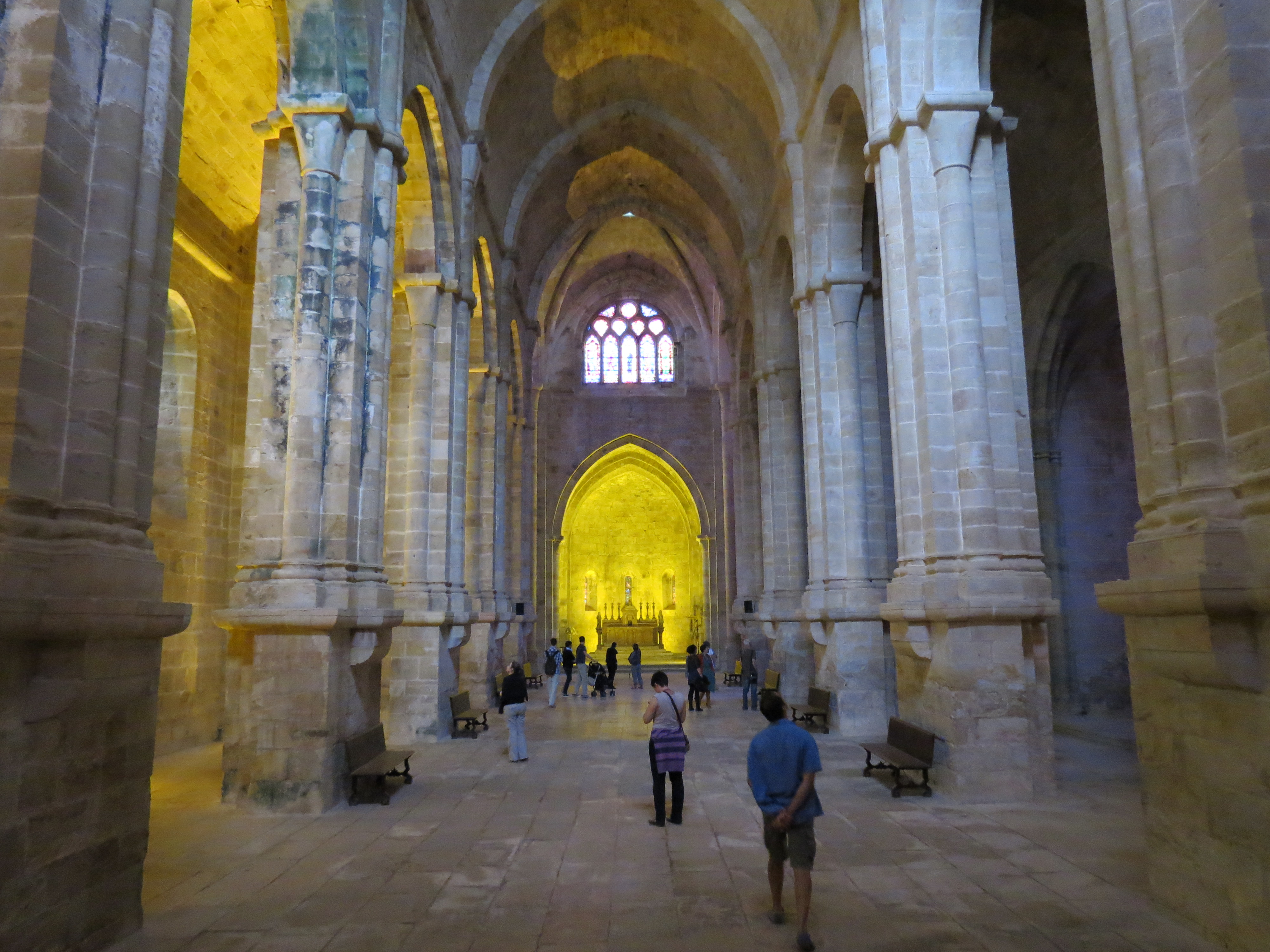
Interior de la iglesia

#### Nave
La construcción de la nave de la iglesia se inició después de la afiliación a la orden del cister, en 1145. Contrariamente a la costumbre de la época, se iniciaron los trabajos por la nave. La bóveda de medio punto que la cubre se eleva hasta los veinte metros. Los arcos que la sostienen se apoyan sobre columnas geminadas, apoyadas en grandes pilares cuadrados sobre ménsulas en cuarto de círculo, a dos metros del suelo.
Cuenta con dos naves laterales con bóveda de cañón que alcanza los catorce metros. Se comunican con la nave central mediante grandes arcadas, sostenidas por columnas adosadas a pilares que reposan sobre unos pedestales situados a la misma altura que la ménsula de la nave. En la nave del sur se abren cinco capillas, construidas en el siglo XV.

#### Vitrales
Durante la época en la que la abadía tenía vida monacal, se seguía una norma muy rigurosa que establecía que las ventanas sólo podían tener cristales monocolor. Cuando Gustave Fayet adquirió Fontfroide las vidrieras desaparecieron. Siguiendo el consejo de su amigo René Billa, músico y pintor, se instaló en 1913 un nuevo vitral, ya con pleno colorido. Las cinco vidrieras laterales de la zona norte representan la vida de san Francisco de Asís.

#### Transepto y coro
Construido con posterioridad a la nave, a finales del siglo XII, el transepto fue reformado a principios del siglo XV. En el crucero norte se abre una escalera que lleva directamente de la iglesia al dormitorio de los monjes. En cada uno de los brazos del crucero se abren dos capillas, orientadas al este. La más cercana al sagrario tiene forma rectangular con cubierta plana, mientras que las otras están rematadas por un pequeño ábside de cinco lados.
En la zona central, la clave está sustituida por una abertura circular. El coro está cubierto con bóveda ojival. En el lado del Evangelio pueden verse algunos restos de tumbas que se cree correspondían a los vizcondes de Narbona.

### Dormitorios
- El dormitorio de los monjes

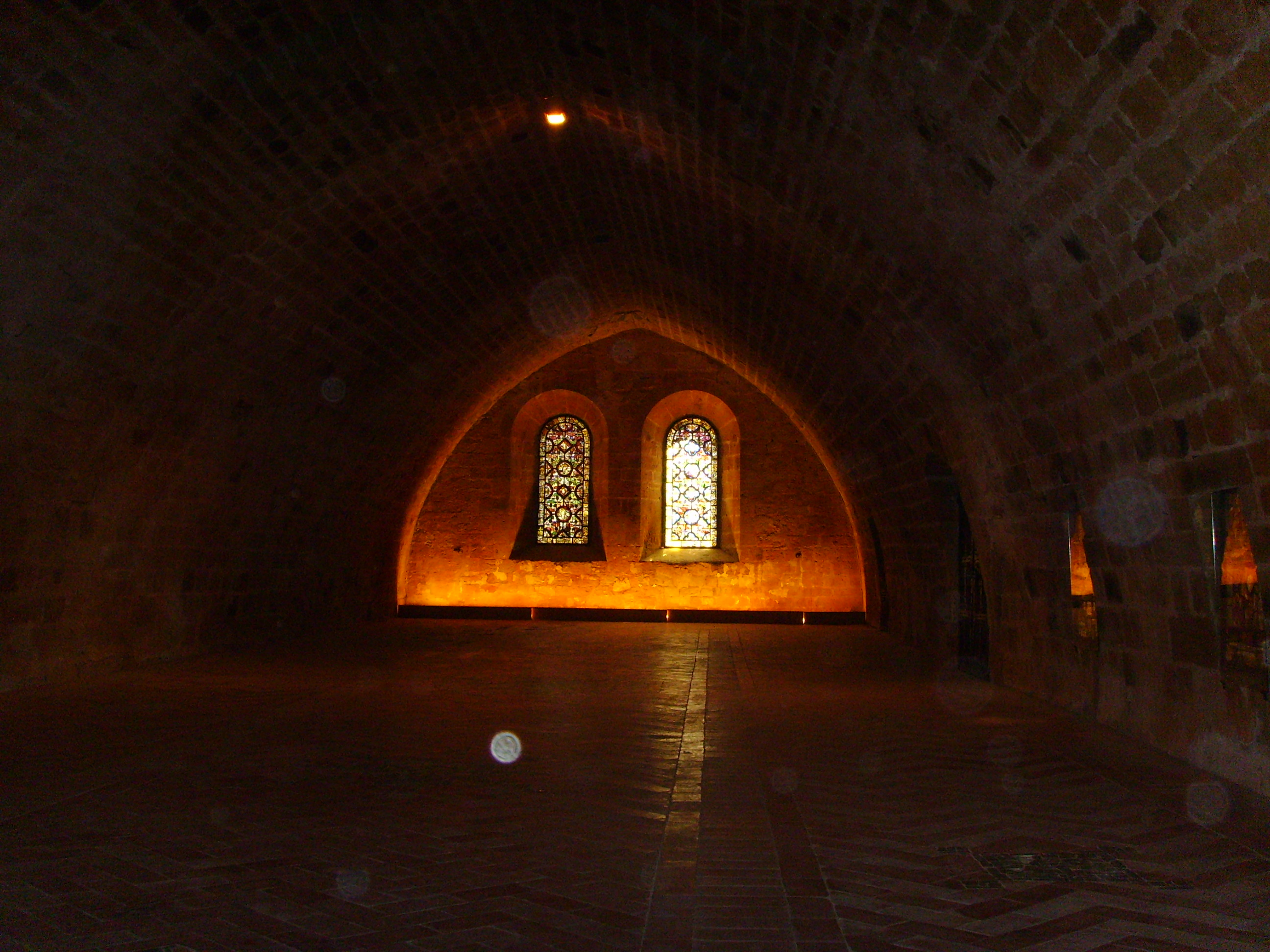
Dormitorio de los hermanos legos.

Fue construido sobre la sala capitular a principios del siglo XIII. En la zona oeste se encontraban ocho aberturas que fueron cubiertas en 1250 cuando se elevaron las galerías del claustro. En 1910, la sala se acondicionó como sala de música. Se instalaron vidrieras de papel y se pintó un fresco con motivos de música sacra.
- El dormitorio de los hermanos legos

Se trata de una gran sala con bóveda realizada en piedra rosada. En la zona más meridional se encontraba un granero. Son visibles las aberturas laterales que servían para izar los sacos de grano. La parte opuesta es la única que queda del dormitorio de los hermanos legos después de las transformaciones del siglo XVIII.

### Antiguo refectorio y salas anexas
En origen esta sala se extendía perpendicular a la galería norte del claustro, con una longitud de 24 metros. Podía acoger a una cuarentena de monjes. En el siglo XVIII el refectorio se convirtió en comedor. Durante la reforma, se dividió por la mitad y fue elevado mediante la colocación de ventanas.
La oficina está decorada en estilo español. Contiene un fresco realizado en cerámica que representa la vida cotidiana del siglo XVIII. La cocina fue reconstruida a finales del siglo XVIII en el antiguo scriptorium. Se conservó el horno de pan.

### Puerta románica y almacén

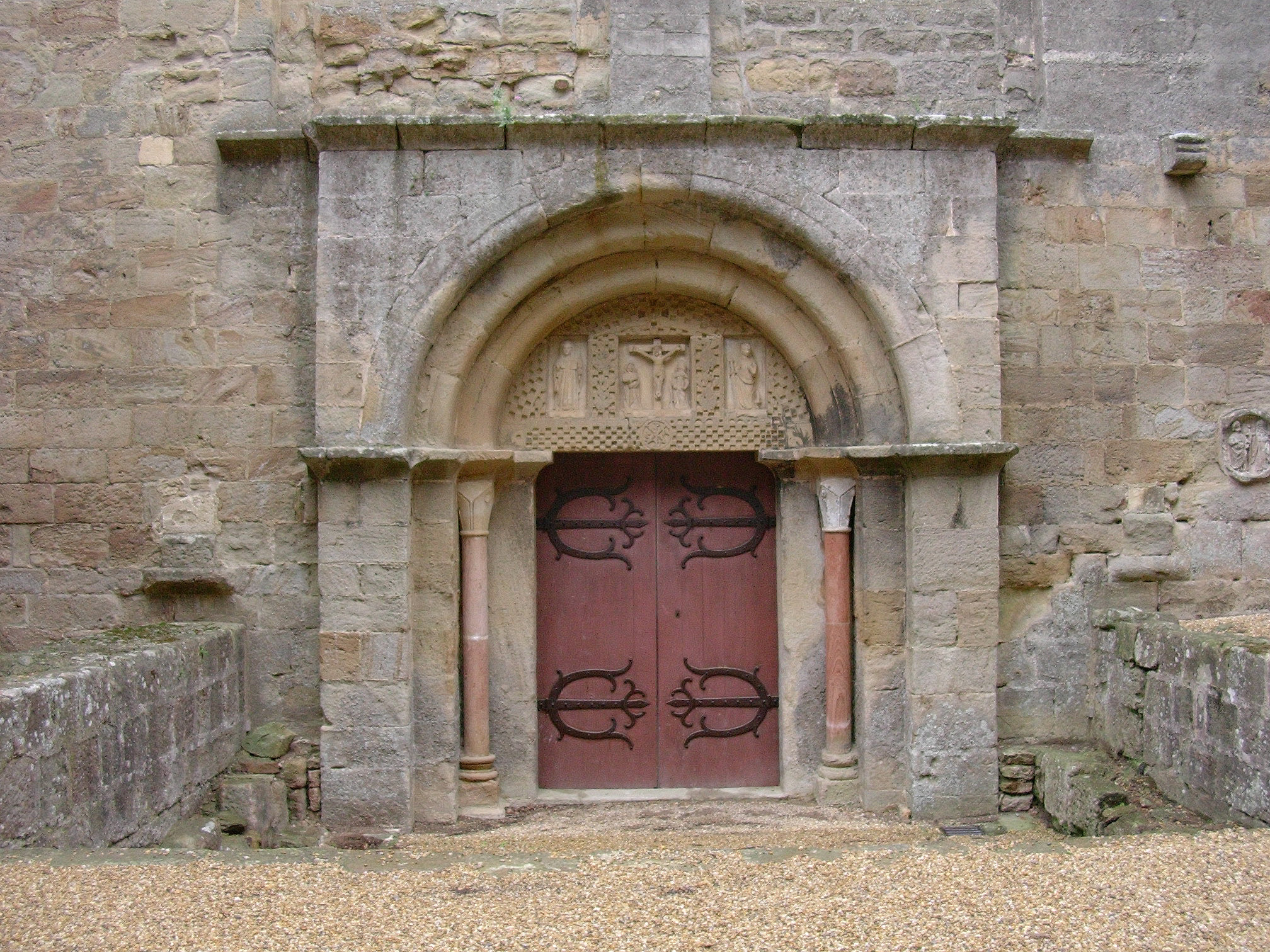
Puerta románica.

Esta puerta servía como entrada principal del monasterio. Contiene un arco sin ningún tipo de ornamento. La clave está tallada por una serie de líneas trapezoidales. Un imponente dintel de un solo bloque sostiene el tímpano.
El almacén es una sala baja, arqueada y de grandes proporciones. En el muro este, que limita con el callejón de los conversos, quedan restos de una escalera que permitía la comunicación directa del almacén con el dormitorio que se encontraba encima del mismo.

### La capilla de los extranjeros
En el exterior del claustro se encuentra la única construcción que perdura del primitivo monasterio. Estaba destinada a acoger a los peregrinos y a los extraños y permitirles asistir a los oficios religiosos sin molestar a los monjes. En el siglo XIV, los contrafuertes permitieron elevar el edificio y construir una sala, que debió ser utilizada como capilla por los abades.

### La rosaleda

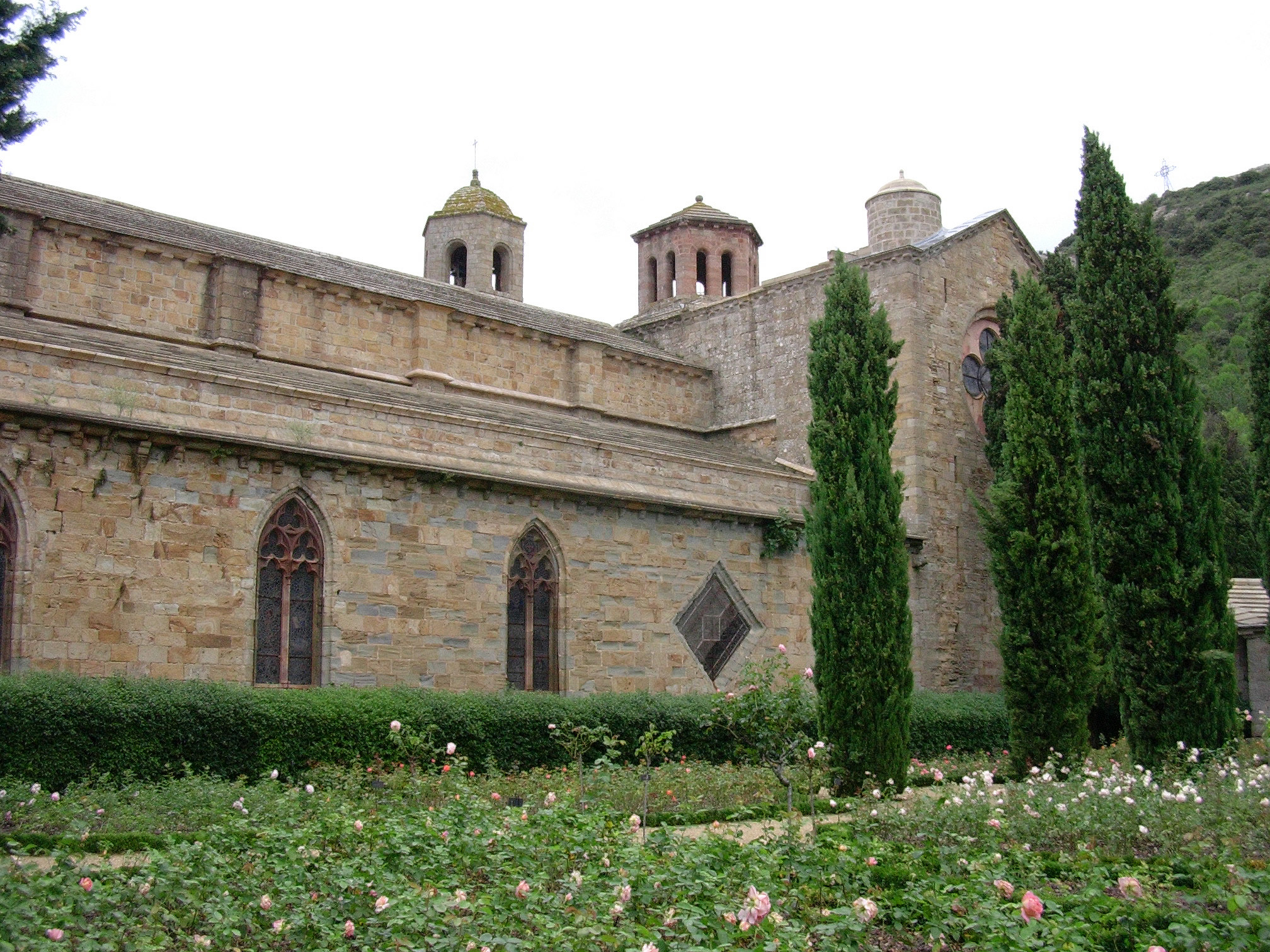
Rosales en Fontfroide.

El jardín de rosales de Fontfroide está situado sobre el antiguo cementerio. Durante muchos años se enterraron aquí a los monjes, legos y religiosos. Aquí se encuentran más de dos mil sepulturas, las primeras del siglo XII.
En un segundo cercado, antes separado por un muro, se sepultaban a los laicos, generalmente benefactores de la abadía. En 1668 el cementerio dejó de funcionar como tal. A principios del siglo XX, el terreno de la antigua necrópolis fue utilizado para instalar en él una rosaleda. En 1986, un incendio provocado devasto el jardín que fue replantado en 1989. En total son cerca de 2.500 rosales de once colores distintos. En el cercado de San Simón hay otro jardín en el que las rosas se mezclan con plantas aromáticas como la lavanda o el romero.